# Vladimír Ort

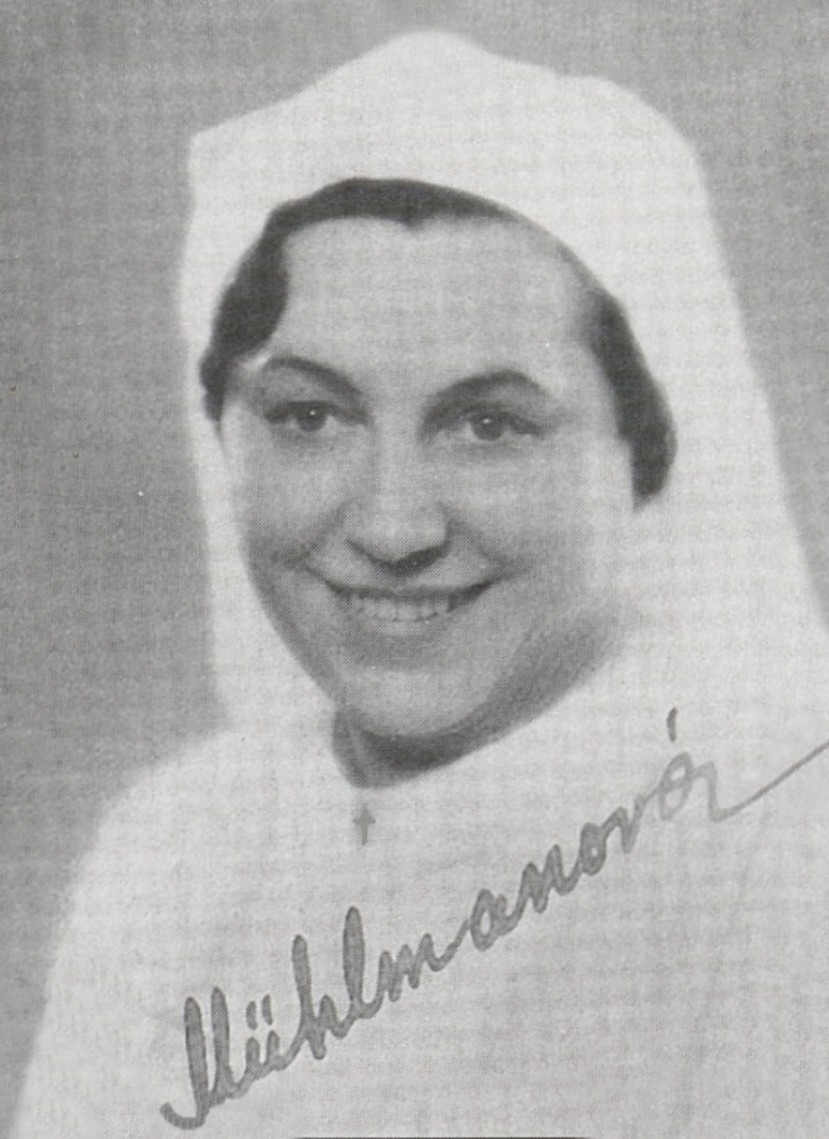
Jeho matka Helena Mühlmanová

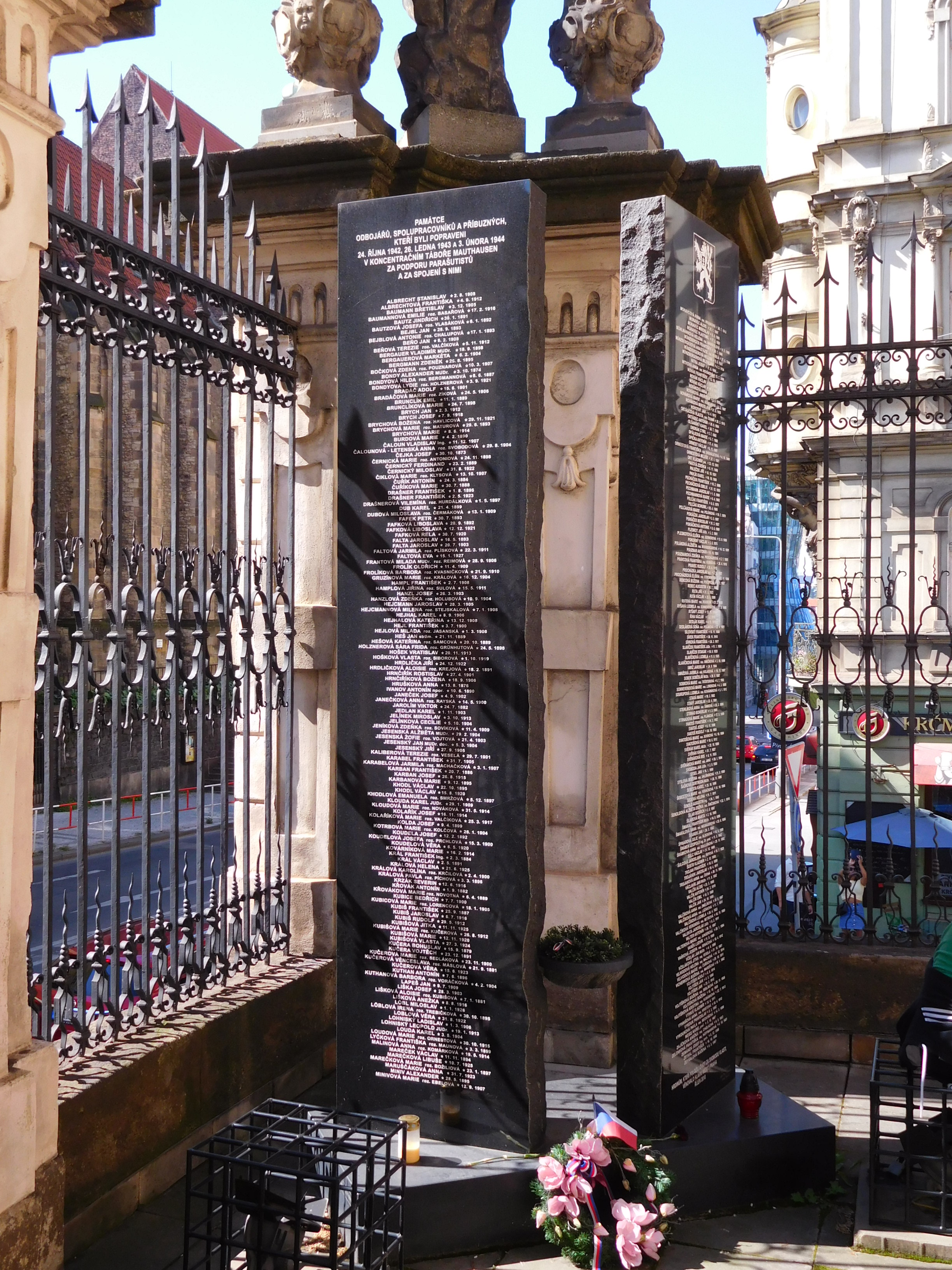
Pomník odbojářům popraveným a umučeným v souvislostí s operací Anthropoid (Resslova ulice)

Vladimír Ort (23. prosince 1911, Kyjev – 24. října 1942 Koncentrační tábor Mauthausen) byl český odbojář z období druhé světové války a spolupracovník operace Anthropoid popravený nacisty. Roku 2020 byl místní pravoslavnou církví svatořečen.

## Život
Vladimír Ort se narodil 23. prosince 1911 v Kyjevě. Jeho matkou byla Helena Mühlmanová (rozená Navrátilová) – dobrovolná sestra Československého červeného kříže. Vladimír Ort byl synovcem předsedy sboru starších české pravoslavné církve Jana Sonnevenda. Za protektorátu bydlel na adrese Přemyslovská 1914/21, Praha 3 - Vinohrady. Vladimír Ort absolvoval Vojenskou akademii v Hranicích a po vyhlášení Protektorátu Čechy a Morava pracoval bývalý poručík Vladimír Ort jako úředník. I on patřil mezi podporovatele parašutistů připravujících atentát na Reinharda Heydricha. Parašutistům dodával zpravodajské informace a pomáhal jim zajišťovat úkryty. Osobám v ilegalitě obstarával barvivo na vlasy. Vladimír Ort byl zatčen vrchním tajemníkem pražského gestapa Kurtem Oberhauserem dne 27. června 1942. Následně byl vězněn na pražském Pankráci a v Malé pevnosti v Terezíně, kam byl z Prahy deportován 19. září 1942. V KT Mauthausen byl evidován k 23. říjnu 1942. Popraven byl spolu s dalšími podporovateli parašutistů dne 24. října 1942 v 16.56 hodin v KT Mauthausen.

## Připomínky
- Jeho jméno (Ort Vladimír por. * 23. 12. 1911) je uvedeno na pomníku při pravoslavném chrámu svatého Cyrila a Metoděje (adresa: Praha 2, Resslova 9a). Pomník byl odhalen 26. ledna 2011 a je součástí Národního památníku obětí heydrichiády.[2][3]

## Svatořečení
Svatořečen byl Pravoslavnou církví v českých zemích a na Slovensku spolu s dalšími českými novomučedníky při slavnostní liturgii v pražské pravoslavné katedrále sv. Cyrila a Metoděje na Resslově ulici 8. února 2020.